# تئاتر ملی کرواسی در زاگرب
تئاتر ملی کرواسی در زاگرب (کرواتی: Hrvatsko narodno kazalište u Zagrebu) یک سالن نمایش در شهر زاگرب، کرواسی است.
این تئاتر در سال ۱۸۹۵ با ظرفیت ۷۰۹ نفر تأسیس شده‌است.

## نگارخانه

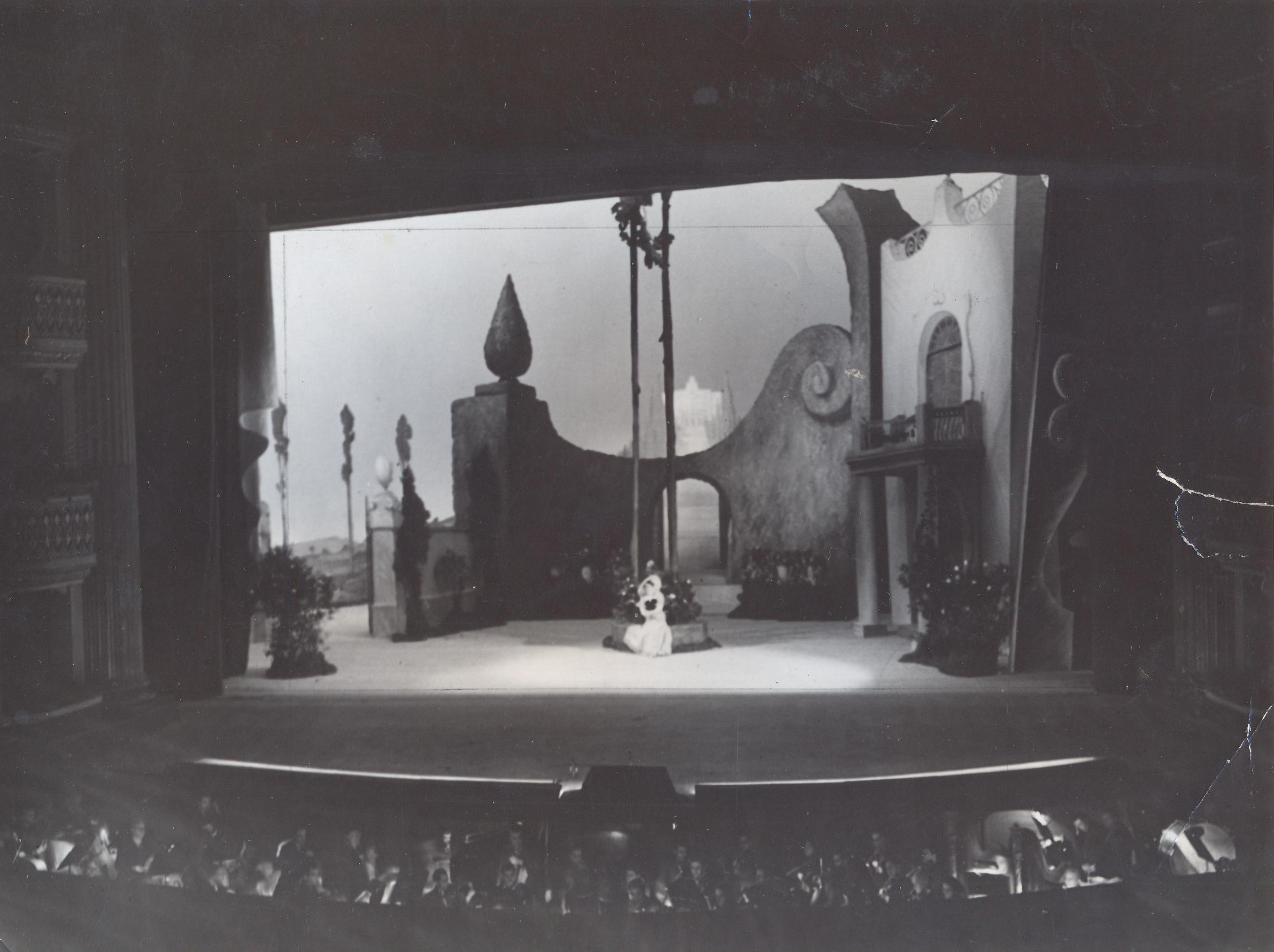
۱۹۳۵
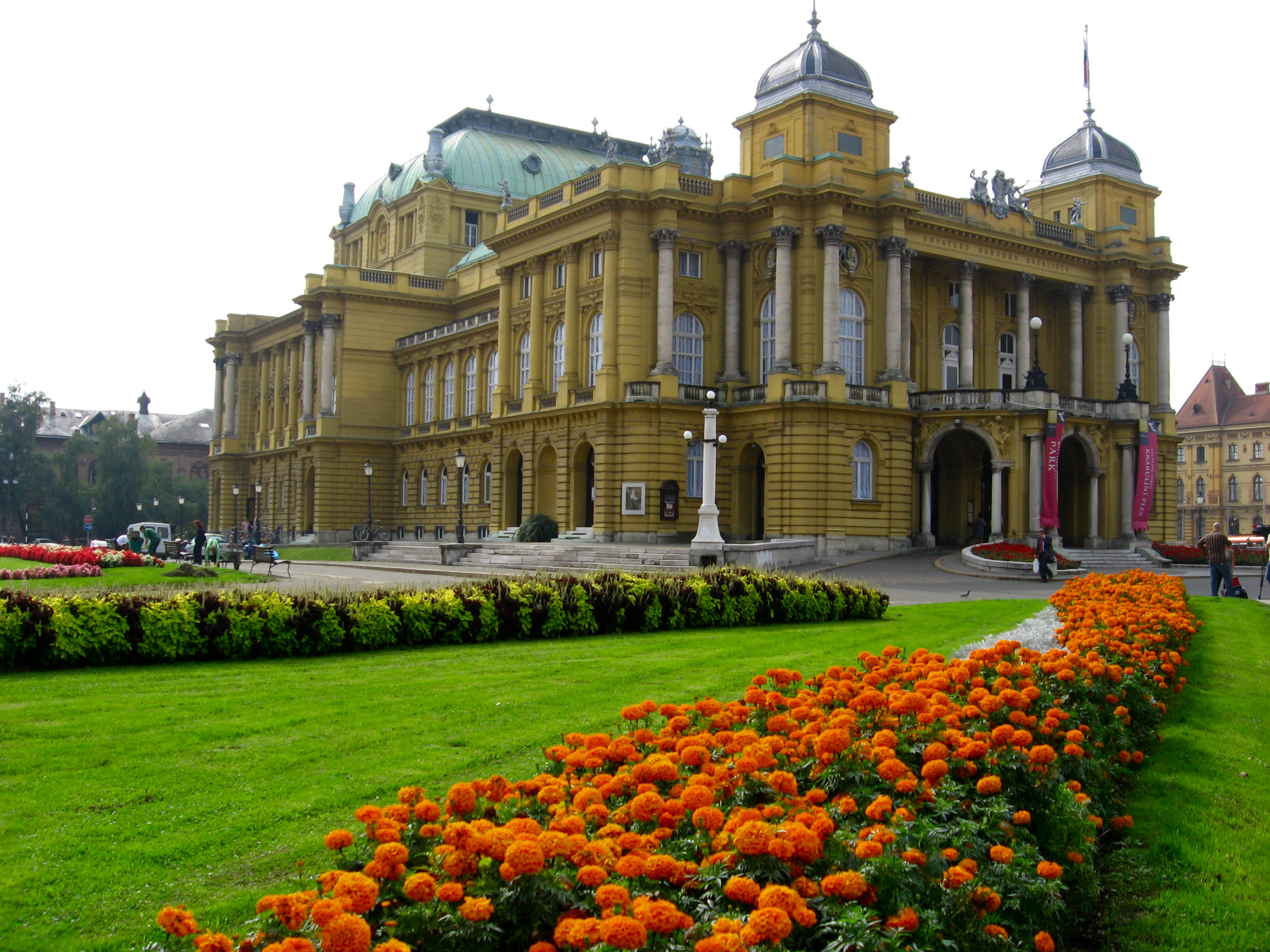
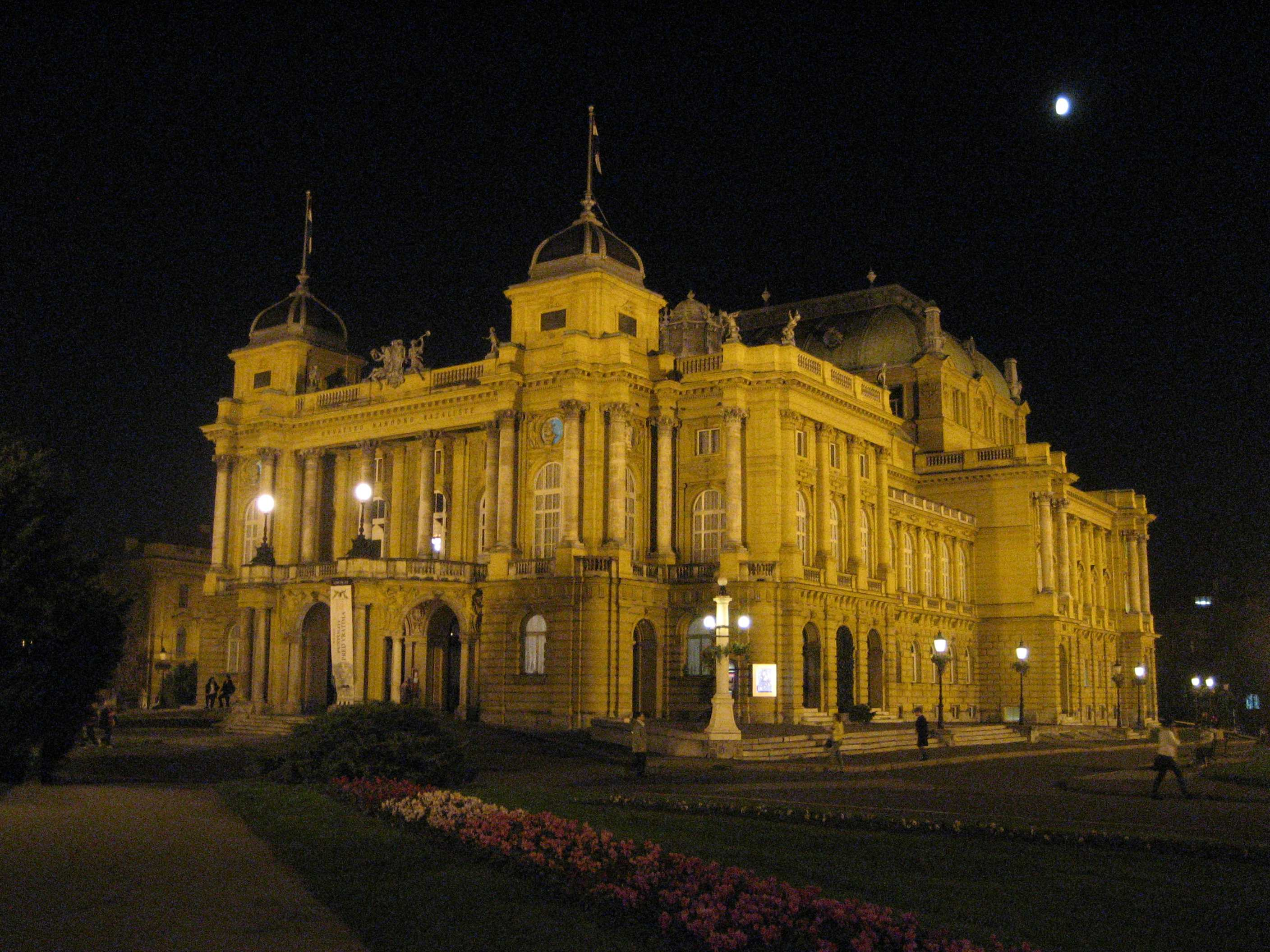